# Anoikis
Anoikis – rodzaj apoptozy (indukowanej śmierci komórki) wywołany w niektórych rodzajach komórek przez utratę możliwości połączenia z substancją międzykomórkową lub innymi komórkami.
Sygnał do anoikis jest transdukowany do wnętrza komórki przez receptory integrynowe niezwiązane z żadnym ligandem.
Nabywanie oporności na anoikis jest kluczową zmianą determinującą powstawanie krążących komórek nowotworowych (CTC - circulating tumor cells). Są to komórki, które oderwały się z guza nowotworowego i nabrały cechy przetrwania w warunkach nieadhezyjnych, dzięki czemu mogą krążyć w systemie naczyń krwionośnych i limfatycznych. CTC stanowią bazę komórek odpowiedzialnych za rozsiewanie się nowotworu i tworzenie przerzutów.